# Monique Truong
Monique Truong, ameriška pisateljica, * 28. marec 1968, New York

## Življenje
Monique Truong, priznana ameriška pisateljica vietnamskega porekla. Pri šestih letih je tik pred padcem Sajgona skupaj s starši kot begunka zapustila Vietnam in se ni nikoli vrnila. Diplomirala je na univerzi Yale iz prava in se nato specializirala na področju intelektualne lastnine na univerzi Columbia.
Ko je kot študentka kupila znamenito kuharsko knjigo Alice Toklas, znano predvsem po ‘hašiševih kolačkih’, ker jo je zanimal recept zanje, je odkrila omembo dveh vietnamskih kuharjev pri morda najslavnejšem ženskem paru, pisateljici Gertrude Stein in Alice Toklas. Iz bežne opombe pod črto se je rodil fascinanten romaneskni prvenec Knjiga soli, za katerega je prejela številne nagrade.
Piše tudi eseje in kratke zgodbe, kot sourednica je sodelovala pri zborniku Watermark: Vietnamese American Poetry and Prose. 
Živi v New Yorku.

## Nagrade
- Bard Fiction Prize
- The Stonewall Book Award
- Barbara Gittings Literature Award
- The Young Lions Fiction Award